# Fløbæk
Fløbæk (også Flybæk, på tysk Flübek) er et mindre vandløb i det sydvestlige Angel i Sydslesvig i den nordtyske delstat Slesvig-Holsten. Den 3,5 km lange bæk udspringer ved Stolk, dræner den store Lyngmose syd for Stolk og munder ved Guldholm ud i Langsøen, hvorefter vandløbet løber som Vedelbæk og Fysing Å mod Slien. På en del skelnes mellem Vester- og Øster Fløbæk. Bækken danner på en del grænsen mellem kommunerne Isted (Slesvig landsogn, Strukstrup Herred) og Stolk (Farnsted Sogn, Strukstrup Herred). 
Fløbæk omtales i Svavstedbogen fra 1312 i forbindelse med en strid om markskel mellem Isted og Farnsted. Substantiv er glda.  flø for vandsamling, dam. Varianten Flybæk/Flübek forklares som en i-omlydt sideform til subst. flo (oldnordisk flōi). 